# Національна металургійна академія України
Навчально-науковий інститут Національна металургійна академія України, нині ННІ НМетАУ, раніше ДМетІ (Дніпропетровський металургійний інститут) — вищий навчальний заклад у місті Дніпрі. З 2021 року – частина УДУНТ (Українського державного університету науки і технологій).

## Загальна інформація
У НМетАУ навчаються близько 15000 студентів, 175 аспірантів і 10 докторантів, працюють близько 1000 викладачів і наукових працівників.
Серед професорсько-викладацького складу частка докторів, професорів становить 14 відсотків. В їх числі дійсний член і член-кореспондент НАН України, 25 дійсних членів і членів-кореспондентів галузевих академій України, 16 мають почесні звання заслужених діячів науки та техніки, заслужених працівників освіти, лауреатів Державної премії.
В академії по різних напрямах діють 13 наукових шкіл. Широко відомі в Україні та за її межами: Дніпропетровська наукова школа теоретичного та прикладного металознавства, Українська фундаментальна школа електрометалургії і термістів, а також школи за такими напрямками як металургія чавуну і сталі, теплотехніка, теплоенергетика, металургійне обладнання, обробка металів тиском і інші.
Академія співпрацює з міжнародними угодами, програмами, проєктами, грантами з ВНЗ, фірмами, вченими США, Німеччини, Швеції, Фінляндії, Італії, Китаю, Росії, Молдови та інших країн світу. За ініціативою НМетАУ створений консорціум п'яти технічних університетів: Німеччини, Швеції, Фінляндії, Польщі, України, розроблений інтегрований навчальний план підготовки фахівців за напрямом «Металургія». Студенти академії навчаються у провідних технічних університетах Європи, проходять стажування у вишах, науково-дослідних установах, фірмах країн ЄС.

## Історія
Найстаріший вищий металургійний навчальний заклад України. Заснований як заводське відділення Катеринославського вищого гірничого училища в жовтні 1899.
У 1912 році відділення перетворено в металургійний факультет гірничого інституту, на базі якого в 1930 році було створено Дніпропетровський металургійний інститут. Першим керівником воєнної кафедри в інституті став Михайло Вікентійович Щенснович
У 1993 р. Постановою Кабміну України вишу надано статус державної, а в 1999 році Указом Президента України — статус Національної академії.
Зараз НМетАУ є активним учасником Болонського процесу.

### Хронологія
- 1899 — засновано заводське відділення Катеринославського вищого гірничого училища.
- 1912 — відділення перетворено в металургійний факультет гірничого інституту.
- 1930 — створено Дніпропетровський металургійний інститут.
- 1993 — статус Державної металургійної академії України.
- 1999 — статус Національної металургійної академії України.
- 2021 — шляхом об'єднання з ДНУЗТ реорганізований в УДУНТ (Український державний університет науки і технологій).

### Ректори
- 1937—1970 рр.. — М. Х. Ісаєнко
- 1970—1973 рр.. — Член-кореспондент НАН України Єфименко Георгій Григорович
- 1974—2001 рр.. — Академік НАН України Таран-Жовнір Юрій Миколайович
- З 2001 року — Величко Олександр Григорович

## Структура

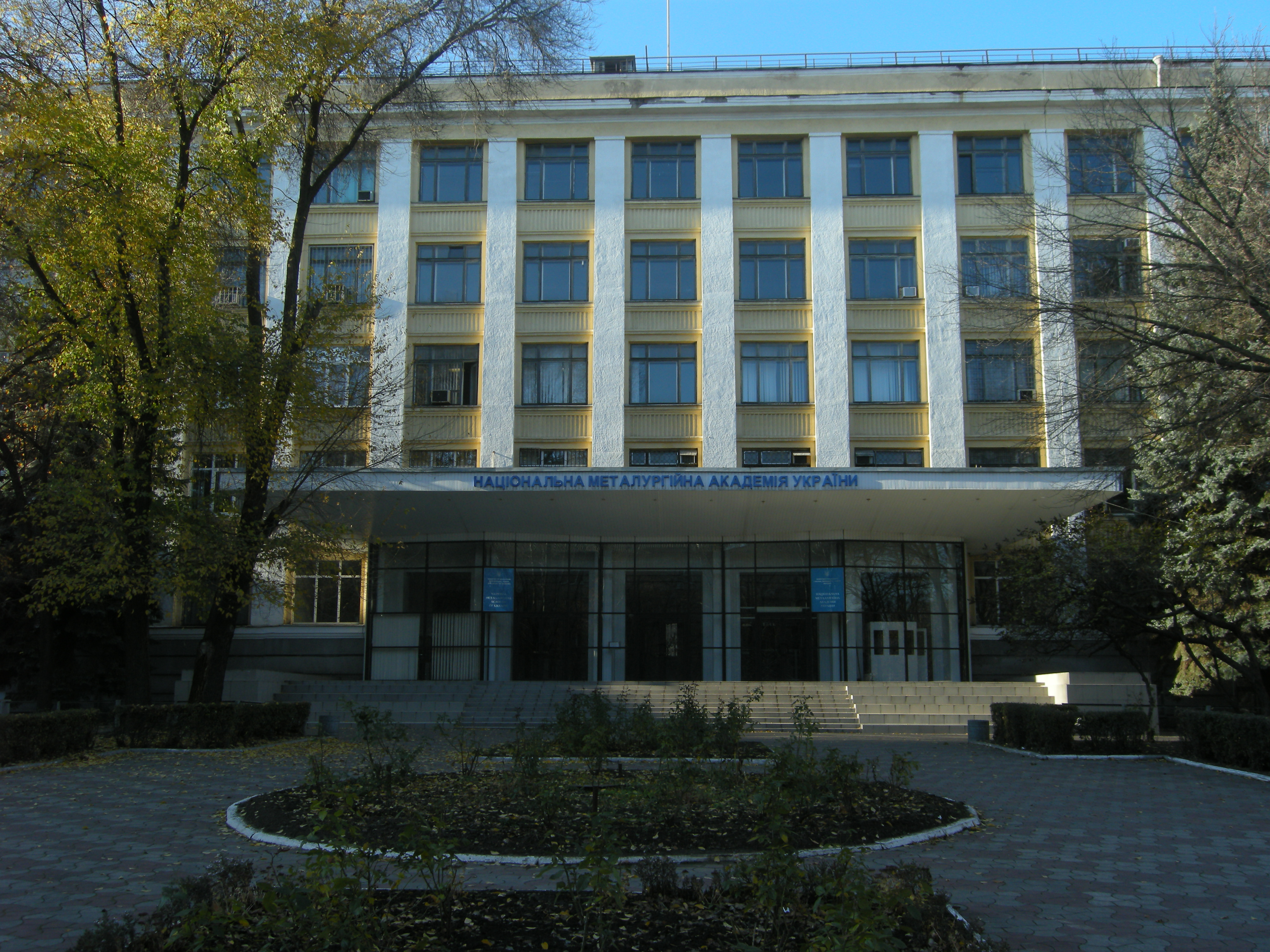
НМетАУ, головний вхід. Листопад 2013 рік

### Факультети
- Гуманітарний факультет створений у 1992 р.
  - Кафедра документознавства та інформаційної діяльності
  - Кафедра Інженерної педагогіки
  - Кафедра Іноземних мов
  - Кафедра Основ творчості, інноватики та інтелектуалізації
  - Кафедра Філософії та політології
- Металургійний факультет
  - Кафедра безпеки життєдіяльності
  - Кафедра металургії сталі
  - Кафедра металургії чавуну
  - Кафедра металургійного палива та відновлювачів
  - Кафедра загальної та органічної хімії
  - Кафедра теорії металургійних процесів і фізичної хімії
  - Кафедра хімічної технології, кераміки та вогнетривів (ХТКіО)
- Механіко-машинобудівний факультет
  - Кафедра графіки
  - Кафедра інженерної екології та охорони праці
  - Кафедра колісних та гусеничних транспортних засобів
  - Кафедра машин і агрегатів металургійного виробництва
  - Кафедра прикладної механіки
  - Кафедра будівельної механіки
  - Кафедра теоретичної механіки
  - Кафедра технології машинобудування
- Спеціальний факультет перепідготовки фахівців
- Факультет безвідривної форми навчання
- Факультет комп'ютерних систем, енергетики та автоматизації
  - Кафедра автоматизації виробничих процесів (АПП)
  - Кафедра інформаційних технологій і систем (ІТС)
  - Кафедра прикладної математики та обчислювальної техніки
  - Кафедра промислової теплоенергетики
  - Кафедра теплотехніки та екології металургійних печей (ТЕМП) Сайт кафедри
  - Кафедра економічної інформатики
- Факультет матеріалознавства та обробки металів
  - Вищої математики
  - Кафедра якості, стандартизації та сертифікації
  - Кафедра матеріалознавства ім. Ю. М. Тарана
  - Кафедра обробки металів тиском
  - Кафедра покриттів, композиційних матеріалів і захисту металів (ПМ і ЗМ)
  - Кафедра термообробки
  - Кафедра технологічного проєктування
- Факультет підвищення кваліфікації викладачів і фахівців
- Факультет економіки та менеджменту
  - Кафедра менеджменту
  - Кафедра політичної економії
  - Кафедра управління проєктами
  - Кафедра обліку та аудиту
  - Кафедра фінансів
  - Кафедра економіки промисловості
- Електрометалургійний факультет
  - Кафедра ливарного виробництва
  - Кафедра металургії кольорових металів
  - Кафедра фізики
  - Кафедра електрометалургії
  - Кафедра електротехніки та електроприводу
- Криворізький металургійний факультет Сайт
- Нікопольський технікум НМетАУ Офіційний сайт

### Корпуси НМетАУ
Академія розбита на 6 корпусів:
- Корпус 1 — вхід з вул. Гагаріна, праворуч від центрального входу
- Корпус 2 (Центральний) — головний вхід. На виході — звичайне місце збору студентів.
- Корпус 3 — тут знаходиться приймальна комісія.
- Корпус А
- Корпус Б
- Корпус М — знаходиться на протилежному боці вулиці, 9-поверховий корпус.

## Випускники НМетАУ
- Вакуленко Ігор Олексійович  — науковець-металург, доктор технічних наук.
- Вулих Анатолій Юрійович — директор «Дніпропетровського металургійного заводу імені Комінтерну („Комінмет“)», заслужений металург України.
- Головко В'ячеслав Ілліч — науковець-металург, педагог, доктор технічних наук, професор металургійної академії (1994—2021).
- Енютін Георгій Васильович — радянський партійний діяч.
- Коломойський Ігор Валерійович — підприємець, один із засновників групи «Приват», один з найбагатших бізнесменів країни.
- Кочо Валентин Степанович — засновник і завідувач кафедрою АТЕП теплоенергетичного факультету Київського політехнічного інституту, доктор технічних наук, професор.
- Крилов Олексій Гаврилович — публіцист, дитячий письменник.
- Мелешко Володимир Іванович — науковець-металург, доктор технічних наук.
- Мухін Юрій Гнатович — російський громадський діяч, автор робіт на історичну тему.
- Пінчук Віктор Михайлович — підприємець-мільярдер, голова корпорації «Інтерпайп».
- Рапопорт Віталій Нахимович — письменник.
- Самойлов Володимир Леонідович — директор Запорізького металургійного технікуму (1998—2018)[2].
- Тихонов Микола Олександрович — голова Ради Міністрів СРСР у 1980—1985 роках.
- Тігіпко Сергій Леонідович — бізнесмен, глава банку «ТАС», голова Нацбанку України (2002—2004), лідер партії «Трудова Україна», член «Партії регіонів».
- Турчинов Олександр Валентинович — віце-прем'єр-міністр України.
- Фартушний Микола Іванович — керуючий директор ВАТ «Таганрозький металургійний завод».
- Чебріков Віктор Михайлович — Голова КДБ СРСР в 1982—1988 роках.
- Юдович Симон Захарович — металург, технолог-машинобудівник, педагог, доктор технічних наук.

## Нагороди та репутація
Рейтинг університетів України III, IV рівнів акредитації «ТОП-200» Україна
- 2009 р. — 18 місце
- 2010 р. — 16 місце
- 2011 р. — 17 місце
- Рейтинг ВНЗ України «Компас 2012»
- 2010 р. — 7 місце
- 2011 р. — 7 місце
- 2012 р. — 7 місце

Національна система рейтингового оцінювання діяльності вищих навчальних закладів.
Технічні університети — 2012 р. — 8 місце

## «Кадри металургії»
В академії з вересня 1930 р. щотижня випускається безкоштовна для студентів газета «Кадри металургії»;  виходить українською мовою тиражем у 1000 примірників. Редактор — Людмила Андрійченко.

## Цікава інформація
- Заняття в академії називаються не «пари», а «стрічки».